# 尼克劳斯·施耐德

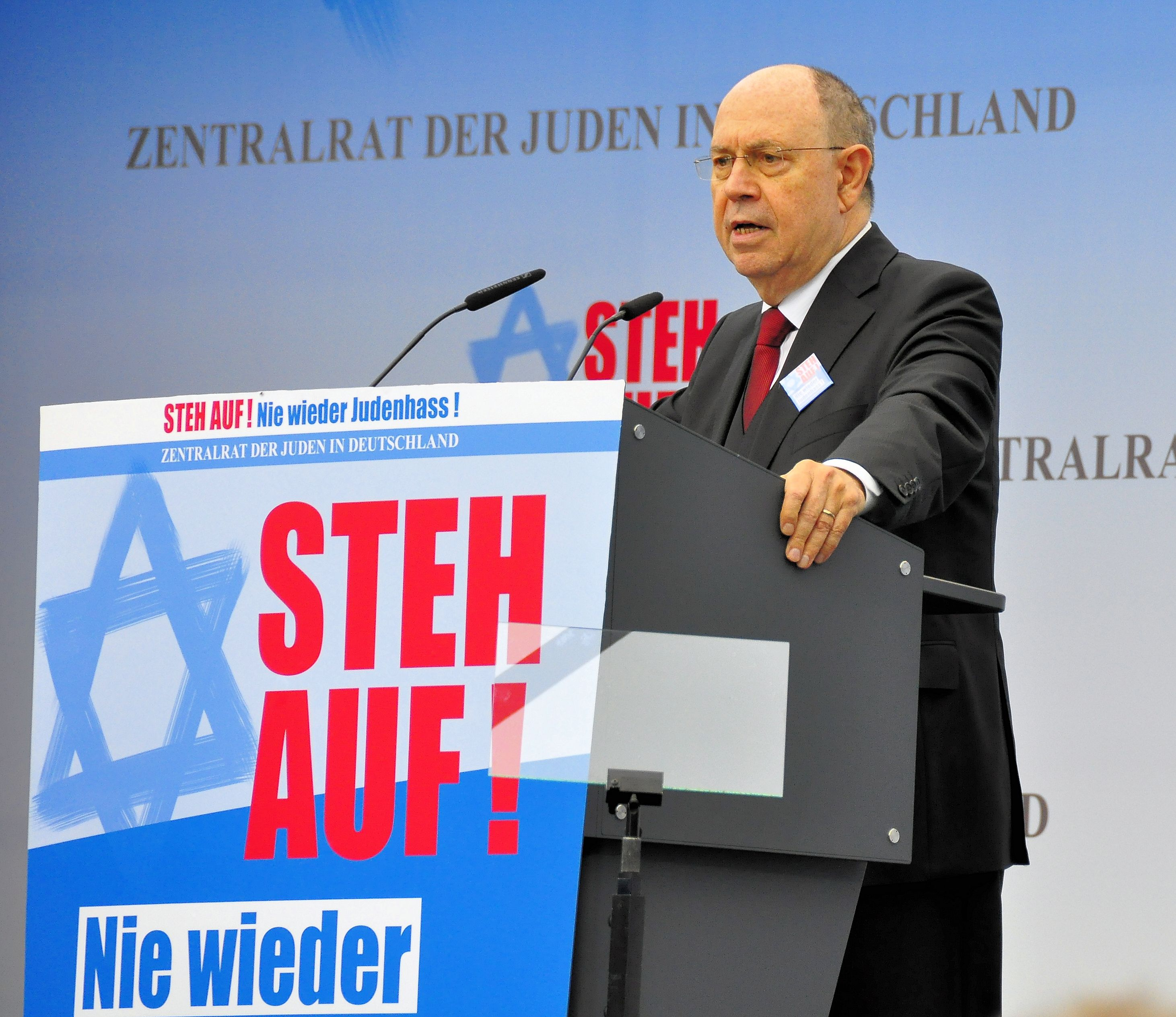
尼克劳斯·施耐德

尼克劳斯·施耐德（Nikolaus Schneider，1947年9月3日— ），生于德国杜伊斯堡，是德国福音派神学家。2003年以来任德国福音教会Rheinland教区总座和德国福音教会（EKD）理事会成员 。2009年10月28日当选该理事会第一副主席。2010年2月24日接替因醉酒开车而辞职的马戈·开斯曼 ，代理该会主席至2010年11月，届时将进行新的选举。